# Cá đuôi kiếm lục
Cá đuôi kiếm (Xiphophorus hellerii) là một loài cá nước ngọt/nước lợ trong họ Cá khổng tước, bộ Cá chép răng. Loài này có quan hệ họ hàng gần với loài Xiphophorus maculatus và có thể lai ghép với nhau. Chúng có nguồn gốc từ khu vực Bắc và Trung Mỹ trải dài từ Veracruz, Mexico, đến tây bắc Honduras.

## Hình ảnh

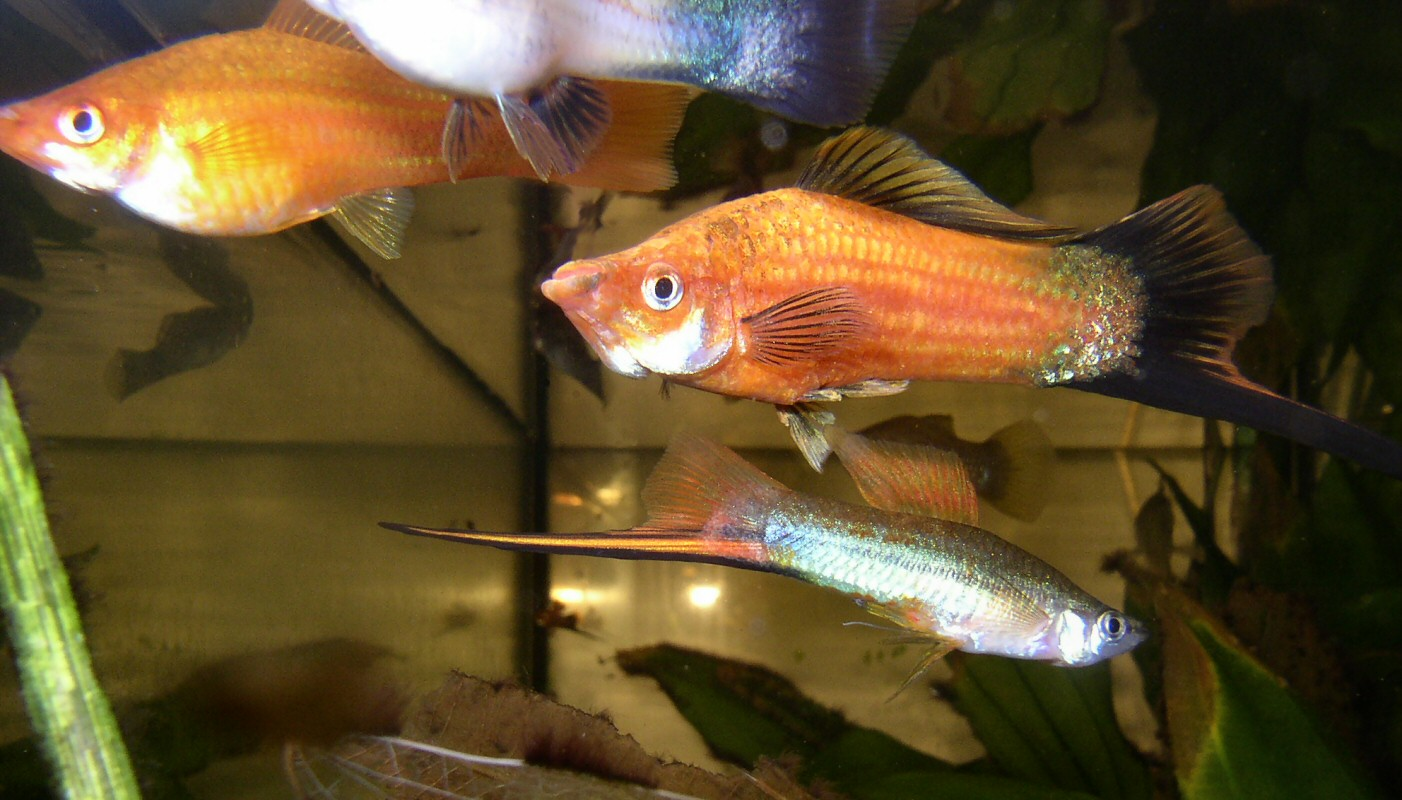
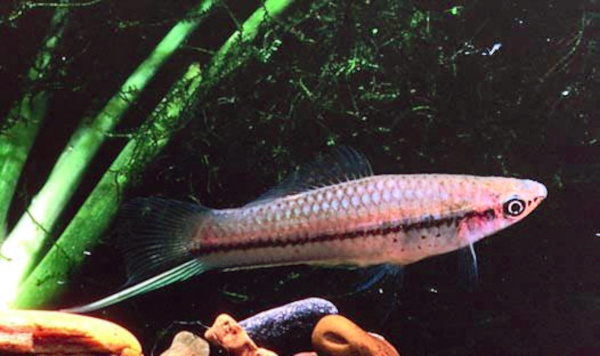
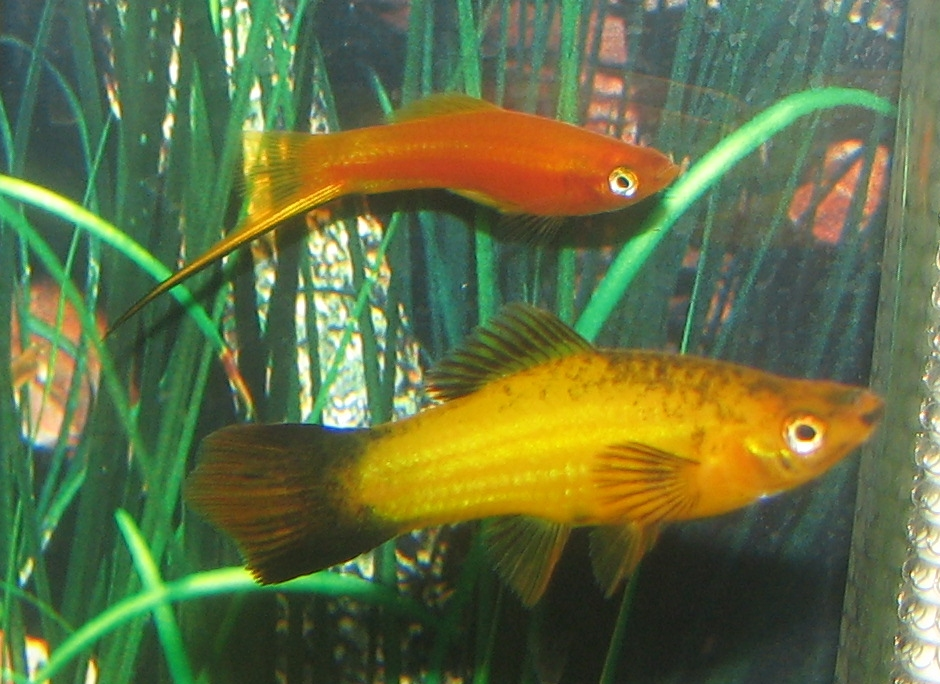